# Fußball-Weltmeisterschaft 2014/Qualifikation

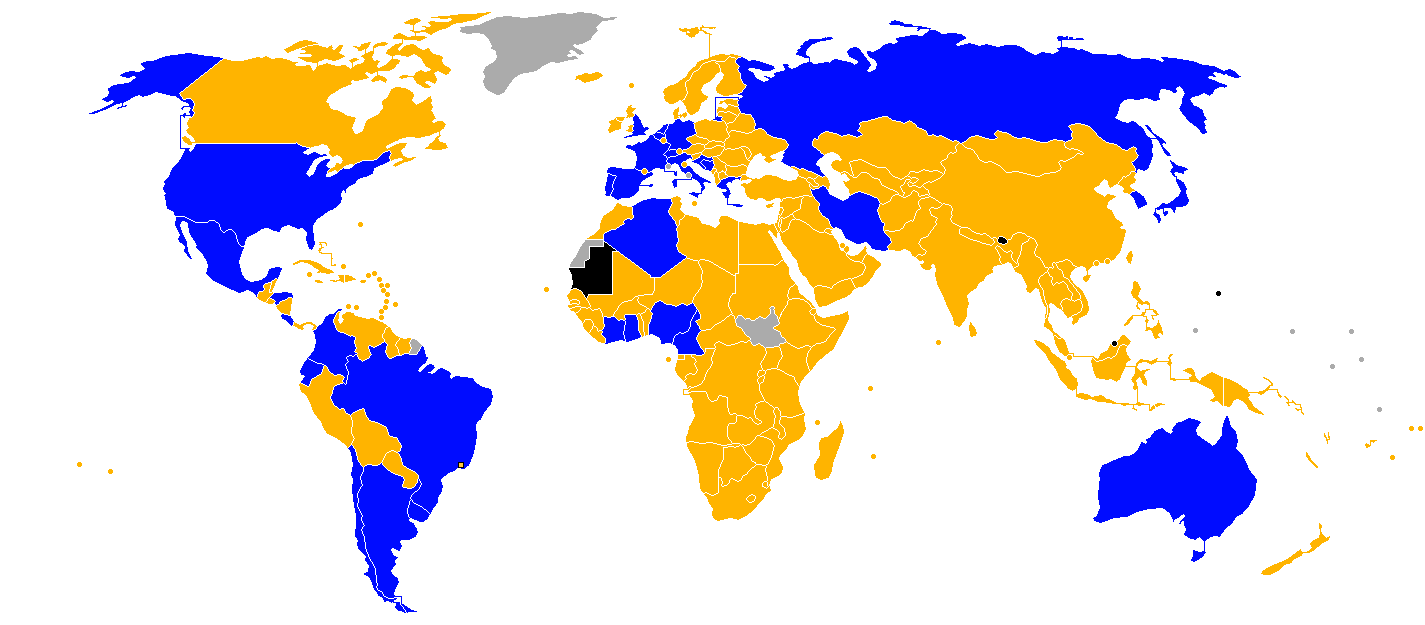
qualifiziert
nicht qualifiziert
nicht teilgenommen
kein FIFA-Mitglied

Die Qualifikation (oder Vorrunde) zur Fußball-Weltmeisterschaft 2014 wurde von 2011 bis 2013 ausgetragen. Insgesamt spielten 202 Verbände um 31 Endrundenplätze. Die Auslosung der Qualifikationsgruppen erfolgte am 30. Juli 2011 in Rio de Janeiro. Der asiatische Verband loste bereits am 30. März 2011 die ersten beiden Qualifikationsrunden aus.
Guam, Bhutan (beide AFC) und Mauretanien (CAF) verzichteten auf eine Teilnahme. Brunei (AFC) war von 2009 bis zum 30. Mai 2011 von der FIFA suspendiert und konnte daher nicht an der WM-Qualifikation teilnehmen, Mauritius (CAF) wurde zwar ausgelost, zog sich jedoch vor dem ersten Qualifikationsspiel zurück.
Die Startplätze für die Endrunde wurden wie folgt vergeben:
- UEFA (Europa): 13 Startplätze für 53 Qualifikationsteilnehmer
- CONMEBOL (Südamerika): 4 oder 5 Startplätze für 9 Qualifikationsteilnehmer plus einen Startplatz für den Gastgeber Brasilien
- CAF (Afrika): 5 Startplätze für 51 Qualifikationsteilnehmer (nach Rückzug Mauritius)
- AFC (Asien und Australien): 4 oder 5 Startplätze für 43 Qualifikationsteilnehmer
- CONCACAF (Nord- und Mittelamerika und Karibik): 3 oder 4 Startplätze für 35 Qualifikationsteilnehmer
- OFC (Ozeanien): 0 oder 1 Startplatz für 11 Qualifikationsteilnehmer

Zwei der Teilnehmer wurden in interkontinentalen Entscheidungsspielen zwischen einem Asienvertreter und einem Südamerikavertreter sowie zwischen Vertretern aus Ozeanien und des CONCACAF bestimmt.

## Reglement
Gemäß FIFA-Regularien können die Vorrundenspiele in Form von Gruppenspielen und Pokalspielen jeweils in Hin- und Rückspielen ausgetragen werden oder in Ausnahmefällen in Turnierform in einem der beteiligten Länder. In den Gruppenspielen werden drei Punkte für einen Sieg vergeben und je einer für ein Unentschieden. Es entscheiden folgende Kriterien:
1. höhere Anzahl Punkte
2. bessere Tordifferenz
3. höhere Anzahl erzielter Tore
4. höhere Anzahl Punkte aus den Direktbegegnungen zwischen den punkt- und torgleichen Mannschaften
5. bessere Tordifferenz aus den Direktbegegnungen zwischen den punkt- und torgleichen Mannschaften
6. höhere Anzahl Tore aus den Direktbegegnungen zwischen den punkt- und torgleichen Mannschaften
7. höhere Anzahl Auswärtstore aus den Direktbegegnungen zwischen den punkt- und torgleichen Mannschaften, wenn nur zwei Mannschaften betroffen sind.

Schneiden zwei Mannschaften gemäß diesen Kriterien gleich ab, kann ein Entscheidungsspiel angesetzt werden.
In den Pokalspielen zählt bei Torgleichheit nach den beiden Spielen die höhere Anzahl erzielter Auswärtstore. Ist auch die Anzahl Auswärtstore gleich, wird eine Verlängerung gespielt. Fällt in der Verlängerung kein Tor, wird die Begegnung im Elfmeterschießen entschieden. Fallen in der Verlängerung auf beiden Seiten gleich viele Tore, qualifiziert sich die Auswärtsmannschaft aufgrund mehr erzielter Auswärtstore.

## Für die Weltmeisterschaft qualifizierte Mannschaften
| Nation                  | qualifiziert als                                   | am         | FIFA-Rang | Endrundenteilnahmen | Endrundenteilnahmen |
| Nation                  | qualifiziert als                                   | am         | FIFA-Rang | Anzahl              | zuletzt             |
| ----------------------- | -------------------------------------------------- | ---------- | --------- | ------------------- | ------------------- |
| Brasilien               | CONMEBOL; Gastgeber                                | 30.10.2007 | 4         | 20                  | 2010                |
| Japan                   | AFC; 4. Runde, Erster Gruppe B                     | 04.06.2013 | 47        | 05                  | 2010                |
| Australien              | AFC; 4. Runde, Zweiter Gruppe B                    | 18.06.2013 | 59        | 04                  | 2010                |
| Iran                    | AFC; 4. Runde, Erster Gruppe A                     | 18.06.2013 | 37        | 04                  | 2006                |
| Südkorea                | AFC; 4. Runde, Zweiter Gruppe A                    | 18.06.2013 | 55        | 09                  | 2010                |
| Niederlande             | UEFA; Erster Gruppe D                              | 10.09.2013 | 15        | 10                  | 2010                |
| Italien                 | UEFA; Erster Gruppe B                              | 10.09.2013 | 9         | 18                  | 2010                |
| Vereinigte Staaten      | CONCACAF; Erster 4. Runde                          | 10.09.2013 | 14        | 10                  | 2010                |
| Costa Rica              | CONCACAF; Zweiter 4. Runde                         | 10.09.2013 | 34        | 04                  | 2006                |
| Argentinien             | CONMEBOL; Erster                                   | 10.09.2013 | 7         | 16                  | 2010                |
| Belgien                 | UEFA; Erster Gruppe A                              | 11.10.2013 | 12        | 12                  | 2002                |
| Schweiz                 | UEFA; Erster Gruppe E                              | 11.10.2013 | 8         | 10                  | 2010                |
| Deutschland             | UEFA; Erster Gruppe C                              | 11.10.2013 | 2         | 18                  | 2010                |
| Kolumbien               | CONMEBOL; Zweiter                                  | 11.10.2013 | 5         | 05                  | 1998                |
| Bosnien und Herzegowina | UEFA; Erster Gruppe G                              | 15.10.2013 | 25        | 01                  | —                   |
| Russland                | UEFA; Erster Gruppe F                              | 15.10.2013 | 18        | 03                  | 2002                |
| England                 | UEFA; Erster Gruppe H                              | 15.10.2013 | 11        | 14                  | 2010                |
| Spanien                 | UEFA; Erster Gruppe I                              | 15.10.2013 | 1         | 14                  | 2010                |
| Chile                   | CONMEBOL; Dritter                                  | 15.10.2013 | 13        | 09                  | 2010                |
| Ecuador                 | CONMEBOL; Vierter                                  | 15.10.2013 | 28        | 03                  | 2006                |
| Honduras                | CONCACAF; Dritter 4. Runde                         | 15.10.2013 | 30        | 03                  | 2010                |
| Nigeria                 | CAF; Sieger 3. Runde                               | 16.11.2013 | 44        | 05                  | 2010                |
| Elfenbeinküste          | CAF; Sieger 3. Runde                               | 16.11.2013 | 21        | 03                  | 2010                |
| Kamerun                 | CAF; Sieger 3. Runde                               | 17.11.2013 | 50        | 07                  | 2010                |
| Ghana                   | CAF; Sieger 3. Runde                               | 19.11.2013 | 38        | 03                  | 2010                |
| Algerien                | CAF; Sieger 3. Runde                               | 19.11.2013 | 32        | 04                  | 2010                |
| Griechenland            | UEFA; Sieger Play-offs                             | 19.11.2013 | 10        | 03                  | 2010                |
| Kroatien                | UEFA; Sieger Play-offs                             | 19.11.2013 | 20        | 04                  | 2006                |
| Portugal                | UEFA; Sieger Play-offs                             | 19.11.2013 | 3         | 06                  | 2010                |
| Frankreich              | UEFA; Sieger Play-offs                             | 19.11.2013 | 16        | 14                  | 2010                |
| Mexiko                  | CONCACAF; Sieger interkontinentale Play-offs (OFC) | 20.11.2013 | 19        | 15                  | 2010                |
| Uruguay                 | CONMEBOL; Sieger interkontinentale Play-offs (AFC) | 20.11.2013 | 6         | 12                  | 2010                |

Anmerkungen:
1. ↑  Stand: Mai 2014
2. ↑  inklusive der Fußball-WM 2014

## Europäische Zone / UEFA

### Teilnehmende Mannschaften
Alle 53 UEFA-Mitglieder nahmen an der WM-Qualifikation teil. Vor der Auslosung wurden die Mannschaften anhand der FIFA-Weltrangliste auf sechs Lostöpfe aufgeteilt.
| Gruppenübersicht           | Gruppenübersicht | Gruppenübersicht | Gruppenübersicht | Gruppenübersicht | Gruppenübersicht |
| Gruppe A                   | FIFA-Rang1       | Gruppe B         | FIFA-Rang        | Gruppe C         | FIFA-Rang        |
| -------------------------- | ---------------- | ---------------- | ---------------- | ---------------- | ---------------- |
| 1. Kroatien                | 009              | 1. Italien       | 008              | 1. Deutschland   | 003              |
| 2. Serbien                 | 027              | 2. Dänemark      | 021              | 2. Schweden      | 019              |
| 3. Belgien                 | 037              | 3. Tschechien    | 038              | 3. Irland        | 033              |
| 4. Schottland              | 061              | 4. Bulgarien     | 048              | 4. Österreich    | 066              |
| 5. Mazedonien              | 096              | 5. Armenien      | 070              | 5. Färöer        | 112              |
| 6. Wales                   | 112              | 6. Malta         | 173              | 6. Kasachstan    | 126              |
| Gruppe D                   | FIFA-Rang        | Gruppe E         | FIFA-Rang        | Gruppe F         | FIFA-Rang        |
| 1. Niederlande             | 002              | 1. Norwegen      | 012              | 1. Portugal      | 007              |
| 2. Türkei                  | 024              | 2. Slowenien     | 023              | 2. Russland      | 018              |
| 3. Ungarn                  | 047              | 3. Schweiz       | 030              | 3. Israel        | 032              |
| 4. Rumänien                | 053              | 4. Albanien      | 059              | 4. Nordirland    | 062              |
| 5. Estland                 | 079              | 5. Zypern        | 080              | 5. Aserbaidschan | 097              |
| 6. Andorra                 | 203              | 6. Island        | 121              | 6. Luxemburg     | 128              |
| Gruppe G                   | FIFA-Rang        | Gruppe H         | FIFA-Rang        | Gruppe I         | FIFA-Rang        |
| 1. Griechenland            | 013              | 1. England       | 006              | 1. Spanien       | 001              |
| 2. Slowakei                | 029              | 2. Montenegro    | 017              | 2. Frankreich    | 015              |
| 3. Bosnien und Herzegowina | 041              | 3. Ukraine       | 045              | 3. Belarus       | 042              |
| 4. Litauen                 | 058              | 4. Polen         | 069              | 4. Georgien      | 057              |
| 5. Lettland                | 083              | 5. Moldau        | 085              | 5. Finnland      | 075              |
| 6. Liechtenstein           | 118              | 6. San Marino    | 203              |                  |                  |

1Zum Zeitpunkt der Auslosung (Juli 2011).

## Südamerikanische Zone / CONMEBOL

### Teilnehmende Mannschaften
Da Brasilien als Gastgeber bereits qualifiziert war, nahmen nur neun Mannschaften an der Qualifikationsrunde teil:
| - Argentinien - Bolivien - Chile - Ecuador - Kolumbien | - Paraguay - Peru - Uruguay - Venezuela |

## Nord-, Zentralamerikanische und Karibische Zone / CONCACAF

### Teilnehmende Mannschaften
An der Qualifikation zur Weltmeisterschaft nahmen 35 Mannschaften aus der Nord-, Zentralamerikanischen und Karibischen Zone teil. Die auf Platz 26 bis 35 gesetzten Mannschaften spielten in der ersten Runde gegeneinander:
| - Anguilla - Aruba - Bahamas* - Belize* - Dominikanische Republik* | - Amerikanische Jungferninseln* - Britische Jungferninseln - Montserrat - St. Lucia* - Turks- und Caicosinseln |

* = qualifiziert für die 2. Runde
Die auf Platz 7 bis 25 gesetzten Verbände begannen in Runde zwei:
| - Antigua und Barbuda* - Barbados - Bermuda - Curaçao - Dominica - El Salvador* - Grenada - Guatemala* - Guyana* - Haiti | - Cayman Islands - Kanada* - Nicaragua - Panama** - Puerto Rico - St. Kitts und Nevis - St. Vincent und die Grenadinen - Suriname - Trinidad und Tobago |

* = qualifiziert für die 3. Runde/** qualifiziert für die 4. Runde
Die sechs topgesetzten Mannschaften stiegen in Runde drei ein:
| - Costa Rica** - Honduras** - Jamaika** | - Kuba - Mexiko** - Vereinigte Staaten** |

** qualifiziert für die 4. Runde

## Asiatische Zone und Australien / AFC

### Teilnehmende Mannschaften
An der Qualifikation zur Weltmeisterschaft nahmen 43 Mannschaften der Asiatischen Fußballkonföderation teil. In der ersten Runde trafen die 16 aufgrund ihres Abschneidens bei der WM-Qualifikation 2010 am niedrigsten gesetzten Mannschaften im K.-o.-System aufeinander:
| - Afghanistan - Bangladesch* - Chinese Taipei - Kambodscha - Laos * - Macau - Malaysia * - Mongolei | - Myanmar* - Nepal * - Osttimor - Pakistan - Palästina * - Philippinen * - Sri Lanka - Vietnam * |

* = qualifiziert für die 2. Runde
In der zweiten Runde begannen die auf den Plätzen 6 bis 27 gesetzten Verbände:
| - China * - Hongkong - Indien - Indonesien * - Irak ** - Iran ** - Jemen - Jordanien **** - Katar ** - Kirgisistan - Kuwait * | - Libanon ** - Malediven - Oman ** - Saudi-Arabien * - Singapur * - Syrien - Tadschikistan * - Thailand* - Turkmenistan - Usbekistan *** - Vereinigte Arabische Emirate * |

* = qualifiziert für die 3. Runde/** qualifiziert für die 4. Runde/*** qualifiziert für die 5. Runde/**** qualifiziert für die interkontinentalen Play-offs
Die asiatischen Teilnehmer der Weltmeisterschaft 2010 sowie Play-off-Teilnehmer Bahrain kamen direkt in die dritte Runde:
| - Australien** - Bahrain - Japan** | - Nordkorea - Südkorea** |

** qualifiziert für die 4. Runde

## Ozeanische Zone / OFC

### Teilnehmende Mannschaften
Alle 11 Vollmitglieder des ozeanischen Verbandes OFC spielten um die WM-Teilnahme. Die ersten beiden Runden der Qualifikation waren zugleich Teil der Fußball-Ozeanienmeisterschaft 2012. Am Qualifikationsturnier auf Samoa nahmen die vier schwächsten Mannschaften Ozeaniens teil:
| - Amerikanisch-Samoa - Cookinseln | - Samoa* - Tonga |

Das Turnier fand Ende November 2011 statt und Samoa konnte sich für die zweite Runde qualifizieren (*).
Die übrigen sieben Mannschaften begannen in der Gruppenphase des OFC Nations Cup:
| - Fidschi - Neukaledonien* - Neuseeland** - Papua-Neuguinea | - Salomonen* - Tahiti* - Vanuatu |

* = qualifiziert für die 3. Runde
** = qualifiziert für interkontinentale Play-offs
Nach zwei Gruppenphasen setzte sich die Nationalmannschaft Neuseelands als Sieger im ozeanischen Fußballverband durch.

## Afrikanische Zone / CAF

### Teilnehmende Mannschaften
Von den 53 Mitgliedsverbänden des afrikanischen Fußballverbandes CAF nahmen 51 an der Qualifikation für die WM 2014 teil. Die 24 nach der FIFA-Weltrangliste von Juli 2011 am niedrigsten platzierten Mannschaften spielten in einer Play-off-Runde um den Aufstieg in die zweite Qualifikationsrunde:
| - Äquatorialguinea* - Äthiopien** - Burundi - Dschibuti - Eritrea - Guinea-Bissau - Kenia* - Komoren - Demokratische Republik Kongo* - Republik Kongo* - Lesotho* - Liberia* | - Madagaskar - Mauritius1 - Mosambik* - Namibia* - Ruanda* - São Tomé und Príncipe - Seychellen - Somalia - Swasiland - Tansania* - Togo* - Tschad |

1 Mauritius zog vor dem ersten Qualifikationsspiel zurück.
* = qualifiziert für die 2. Runde
** qualifiziert für die Entscheidungsspiele der Gruppensieger
Die übrigen 28 Mannschaften nahmen ab der zweiten Runde an der Qualifikation teil:
| - Ägypten** - Algerien** - Angola - Benin - Botswana - Burkina Faso** - Elfenbeinküste** - Gabun - Gambia - Ghana** - Guinea - Kamerun** - Kap Verde - Libyen | - Malawi - Mali - Marokko - Niger - Nigeria** - Sambia - Senegal** - Sierra Leone - Simbabwe - Südafrika - Sudan - Tunesien** - Uganda - Zentralafrikanische Republik |

** qualifiziert für die Entscheidungsspiele der Gruppensieger

## Interkontinentale Play-offs
In den interkontinentalen Play-offs trafen folgende Konföderationen bzw. Mannschaften aufeinander:
|                                                    | Gesamt |                                         | Hinspiel  | Rückspiel |
| -------------------------------------------------- | ------ | --------------------------------------- | --------- | --------- |
| Jordanien Sieger der Runde 5 der AFC-Qualifikation | 0:5    | Uruguay 5. der CONMEBOL-Qualifikation   | 0:5 (0:2) | 0:0       |
| Mexiko 4. der Runde 4 der CONCACAF-Qualifikation   | 9:3    | Neuseeland Sieger der OFC-Qualifikation | 5:1 (2:0) | 4:2 (3:0) |

Die Spiele fanden am 13. und 20. November 2013 statt. Durchsetzen konnten sich jeweils die Vertreter der gemäß Berechnung der FIFA-Weltrangliste stärker eingestuften Konföderationen, wobei Uruguay im Hinspiel der höchste Auswärtssieg in einem interkontinentalen Playoff-Spiel gelang. Mexiko erzielte in den beiden Playoffspielen mehr Tore als in 10 Spielen der 4. Runde der CONCACAF-Qualifikation.

## Beste Torschützen
Fett gesetzte Spieler sind mit ihren Mannschaften für die WM qualifiziert.
| Rang         | Name             | Verband  | Tore  | Spiele |
| ------------ | ---------------- | -------- | ----- | ------ |
| 01           | Deon McCaulay    | CONCACAF | 11    | 08     |
|              | Robin van Persie | UEFA     | 11    | 09     |
|              | Luis Suárez      | CONMEBOL | 11    | 16     |
| 04           | Edin Džeko       | UEFA     | 10    | 10     |
|              | Oribe Peralta    | CONCACAF | 10    | 11     |
|              | Peter Byers      | CONCACAF | 10    | 12     |
|              | Lionel Messi     | CONMEBOL | 10    | 14     |
|              | Blas Pérez       | CONCACAF | 010 1 | 18     |
| 09           | Gonzalo Higuaín  | CONMEBOL | 09    | 11     |
|              | Jerry Bengtson   | CONCACAF | 09    | 12     |
|              | Falcao           | CONMEBOL | 09    | 13     |
| Quelle: FIFA |                  |          |       |        |